# Josie Green
Josie Green, née le 25 mars 1993 à Hemel Hempstead, est une footballeuse internationale galloise évoluant au poste de milieu de terrain.